# Phantasis ardoini
Phantasis ardoini là một loài bọ cánh cứng trong họ Cerambycidae.